# Таннахилл, Роберт
Роберт Таннахил (3 июня 1774, Пейсли, Ренфрушир — 17 мая 1810, Пейсли, Ренфрушир) — шотландский поэт. Жил и работал одновременно с Робертом Бёрнсом.

## Биография
Родился 3 июня 1774 года в городе Пейсли в графстве Ренфрюшир, четвёртым из семи детей в семье. В детстве имел довольно хрупкое телосложение и прихрамывал на правую ногу. В двенадцать лет, окончив начальное образование, пошёл в ученики к своему отцу-ткачу, и уже в ранней молодости, во время обучения, начал демонстрировать выдающиеся поэтические способности.
После некоторого времени работы в Болтоне (Ланкашир) в 1800 году он вернулся домой, чтобы помогать семье, оказавшейся в трудном положении после смерти отца Роберта. В эти годы его поэтический талант развивается и появляются первые публикации в таких изданиях как The Scots Magazine.
В 1807 году издал 175-страничный сборник своих произведений, разошедшийся тиражом в 900 экземпляров за несколько недель. Последовавшая критика вынудила его начать переработку некоторых ранних произведений этого сборника и искать возможность опубликовать его заново. В 1810 году после отказа в публикации издателями из Эдинбурга Таннахилл совершил самоубийство, утопившись в канале.
Могила Таннахилла находится в Пейсли на кладбище Кастлхэд.

## Музыка
В честь Роберта Таннахилла назван один из старейших коллективов, исполняющих традиционную шотландскую музыку — Tannahill weavers.
В 2006 году студия Brechin All Records выпустила альбом The Complete Songs of Robert Tannahill Volume 1. Второй альбом 2 был выпущен в 2010 г., двести лет спустя после гибели поэта.
Наиболее широко известным наследием Таннахилла является песня «The Braes of Balquhidder» — основа баллады «Wild Mountain Thyme» с припевом «Will Ye Go Lassie, Go.», ставшим популярной темой для аранжировок традиционных исполнителей.